# 坂元一哉
坂元 一哉（さかもと かずや、1956年1月14日 - ）は、日本の国際政治学者、大阪大学大学院法学研究科名誉教授。専門は日米関係史。

## 学歴
- 1956年 福岡県大牟田市生まれ
- 1979年 京都大学法学部卒業
- 1981年 同大学院法学研究科修士課程修了
- 1985年 オハイオ大学歴史学部 (M.Phil)
- 1987年 京都大学大学院法学研究科博士後期課程満期取得退学
- 2002年 京都大学から博士（法学）（学位論文は『日米同盟の絆：安保条約と相互性の模索』）

## 研究歴
- 1988年 京都大学法学部助手
- 1989年 同大学退職、三重大学法学部専任講師
- 1990年 同助教授
- 1993年 同大学退職、大阪大学法学部助教授
- 1997年 同教授
- 1999年 同大学大学院法学研究科教授（組織変更）
- 2021年 同大学退職[2]

## 受賞歴
- 1999年 - 吉田茂賞（『戦後日本外交史』）
- 2000年 - 第22回サントリー学芸賞政治経済部門（『日米同盟の絆』）
- 2008年 - 第9回正論新風賞[3]

## 人物
- 2002年から2003年には、外務省改革の一環として、川口順子外務大臣の諮問で設置された「外交政策評価パネル」（北岡伸一座長）に参画、副座長を務めた。
- 2005年-2006年には、安倍晋三官房長官の諮問機関「海外経済協力に関する検討会」（原田明夫座長）の委員として、ODAの再検討に関わった。
- 2007年から2008年まで、日本の集団的自衛権保持の可能性について考える安倍晋三首相の私的諮問機関「安全保障の法的基盤の再構築に関する懇談会」有識者委員を務めた。
- 京都大学では、高坂正堯の指導を受けた。近年は自らの研究に基づいて、「物（基地提供）と人（在日米軍による抑止力）との協力」という基本構造を持つ日米同盟をより実質的なものにするべきとして、論壇で積極的な発言を行っている親米保守の一人。
- 「国連改革に関する有識者懇談会」メンバー。

## 著作

### 単著
- 『日米同盟の絆　安保条約と相互性の模索』有斐閣、2000年5月。ISBN 4-641-04976-9。 - 文献あり。増補版2020年4月
- 『サンフランシスコ平和条約の外交史的研究』2003-2004。 - 文部科学省科学研究費補助金研究成果報告書。
- 『混迷を深める世界と日本　どうなる日米同盟』國民會館〈國民會館叢書 81〉、2009年1月。 - 会期・会場：平成20年9月6日、國民會館武藤記念ホール。
- 『日米同盟の難問　「還暦」をむかえた安保条約』PHP研究所、2012年9月。ISBN 978-4-569-80742-3。
- 『「戦後」が終わるとき』中央公論新社〈中公選書〉、2022年3月。

### 共著
- 近代日本研究会 編 編「核兵器と日米関係」『戦後外交の形成』山川出版社〈年報・近代日本研究 16〉、1994年11月。ISBN 4-634-61770-6。
- 中村政則・天川晃・尹健次・五十嵐武士 編 編「戦後日本の国際関係 サンフランシスコ体制の確立」『戦後改革とその遺産』 第6巻（新装版）、岩波書店〈戦後日本　占領と戦後改革〉、2005年10月。ISBN 4-00-003688-2。 - 年表あり。
- 多胡圭一 編 編「戦後外交と現在 日米同盟の半世紀」『日本政治　過去と現在の対話』大阪大学出版会〈大阪大学新世紀レクチャー〉、2005年10月。ISBN 978-4-87259-151-4。 - 文献あり。
- 「日米同盟における「相互性」の発展」『日本の外交』 第2巻、井上寿一・波多野澄雄・酒井哲哉・国分良成・大芝亮 編集委員、岩波書店、2013年3月。ISBN 978-4-00-028592-6。
- 「米国新戦略と日米同盟」『日本をめぐる安全保障これから10年のパワー・シフト　その戦略環境を探る』渡邉昭夫・秋山昌廣 編著、亜紀書房、2014年8月。ISBN 978-4-7505-1414-7。